# Селенид калия
Селенид калия — бинарное неорганическое соединение
калия и селена с формулой K2Se,
бесцветные кристаллы,
растворяется в воде.

## Получение
- Сплавление чистых веществ в инертной атмосфере:

{\displaystyle {\mathsf {2K+Se\ {\xrightarrow {800^{o}C}}\ K_{2}Se}}}
- Восстановление селената или селенита калия:

{\displaystyle {\mathsf {K_{2}SeO_{4}+4C\ {\xrightarrow {T}}\ K_{2}Se+4CO}}}
{\displaystyle {\mathsf {K_{2}SeO_{3}+H_{2}\ {\xrightarrow {T}}\ K_{2}Se+3H_{2}O}}}

## Физические свойства
Селенид калия образует бесцветные (по другим данным — красные) кристаллы 
кубической сингонии,
пространственная группа F m3m,
параметры ячейки a = 0,7695 нм, Z = 4.
Растворяется в воде.